# Władysław Zakrzewski (dyrygent)
Władysław Zakrzewski (ur. 17 maja 1938 na Kresach Wschodnich, zm. 24 października 2018) – polski muzyk, dyrygent, animator życia kulturalnego i nauczyciel związany ze szkołami w Kłodzku.

## Życiorys
Urodził się w 1938 roku na Kresach Wschodnich. Po zakończeniu II wojny światowej wraz z rodziną osiedlił się na Dolnym Śląsku, gdzie ukończył Liceum Pedagogiczne we Wrocławiu. Następnie po pomyślnie zdanym egzaminie maturalnym kontynuował dalsze kształcenie w Studium Nauczycielskim w Raciborzu, Państwowej Wyższej Szkole Muzycznej we Wrocławiu oraz w Instytucie Muzyki w Kielcach w zakresie dyrygentury.
W 1960 roku przybył na ziemię kłodzką i osiedlił się w Kłodzku, gdzie spędził resztę swojego życia. Przez wiele lat był nauczycielem gry na skrzypcach i dyrektorem w Społecznym Ognisku Muzycznym, które obecnie działa przy Kłodzkim Towarzystwie Muzycznym "Polifonia". Ponadto uczył muzyki, jak i również był dyrygentem chórów przy kłodzkich szkołach: Liceum Pedagogicznym, Szkole Podstawowej nr 3 im. kpt. Betleja oraz Liceum Medycznym. Ponadto wykładał teorie muzyki w Państwowej Szkole Muzycznej I stopnia im. Fryderyka Chopina. Pełnił funkcję pierwszego kierownika artystycznego Jutrzenki, znanego zespołu dziecięcego. W 1989 roku został nauczycielem muzyki w Liceum Ogólnokształcącym im. Bolesława Chrobrego w Kłodzku. Założył przy tej średniej szkole chór Ad Musicam oraz orkiestrę symfoniczną LO-98. Mimo przejścia na emeryturę wciąż pozostał aktywny zawodowo, koncertując w ramach licznych uroczystości miejskich i powiatowych.
Za swoją działalność pedagogiczno-artystyczną otrzymał liczne nagrody i odznaczenia. W 2008 roku został honorowym obywatelem Kłodzka. Ponadto uhonorowano go Krzyżem Kawalerskim Orderu Odrodzenia Polski, Srebrnym i Złotym Krzyżem Zasługi, Nagrodą Ministra Oświaty I i II stopnia, Medalem Komisji Edukacji Narodowej, nagrodą Marszałka Województwa Dolnośląskiego za szczególne osiągnięcia oraz na miesiąc przed śmiercią Odznaką Honorową Powiatu Kłodzkiego.
Zmarł w 2018 roku i został pochowany na Cmentarzu Komunalnym w Kłodzku przy ul. Dusznickiej.